# Dekanat tucholski
Dekanat Tuchola – jeden z 30 dekanatów w rzymskokatolickiej diecezji pelplińskiej.

## Parafie
W skład dekanatu wchodzi 9 parafii:
- parafia Podwyższenia Krzyża Świętego – Cekcyn
- parafia św. Marcina – Gostycyn
- parafia Narodzenia Najświętszej Maryi Panny – Pruszcz
- parafia Bożego Ciała – Tuchola
- parafia św. Bartłomieja Apostoła – Tuchola
- parafia św. Jakuba Apostoła – Tuchola
- parafia Opatrzności Bożej – Tuchola-Rudzki Most
- parafia św. Stanisława – Wielki Mędromierz
- parafia św. Mateusza Apostoła – Zdroje

## Sąsiednie dekanaty
Czersk, Kamień Krajeński, Rytel.